# Scottolana longipes
Scottolana longipes är en kräftdjursart som först beskrevs av Thompson och Scott.  Scottolana longipes ingår i släktet Scottolana och familjen Canuellidae. Inga underarter finns listade i Catalogue of Life.